# NGC 4384
NGC 4384 (другие обозначения — UGC 7506, MCG 9-20-168, MK 207, ZWG 269.55, IRAS12227+5446, PGC 40475) — спиральная галактика в созвездии Большая Медведица.
Этот объект входит в число перечисленных в оригинальной редакции «Нового общего каталога».
В галактике вспыхнула сверхновая SN 2000de типа Ib. Её пиковая видимая звёздная величина составила 16.